# Urmetazoan
O urmetazoan é o hipotético último ancestral comum de todos os animais.Foi um animal marinho, mas sua forma não é possível de ser determinada directamente, dado que nasceu e se extinguiu há centenas de milhões de anos. Estudos filogenéticos e comparativos indicam que deveria possuir uma camada de células epiteliais, predaria em bactérias, reproduziria-se por esperma e óvulos, e desenvolver-se-ia por divisão celular, diferenciação e invaginação.  
Cinco diferentes teorias: a gastrea de Haeckel, bilaterogastrea de Jägersten, fagocitela de Metschnikoff, planula de Lankester e plácula de Bütschli; foram formuladas, porém sua relação com algum filo do reino animal ainda não está completamente resolvida.
O urmetazoan evoluiu a partir dos choanoflagelados ou de organismos próximos a eles, como Filasterea ou Ichthyosporea.
- Gastraea. Imagem que mostra parte do conceito da gastraea de Haeckel.[6]
- Plácula.  Interpretação moderna da hipótese da plácula segundo Schierwater.[7]
- Fagocitela. Imagem que mostra parte do conceito da fagocitela de Méchnikov.[8]
- Planula. Imagem que mostra a gastrulação por ingressão desde um pólo em uma larva planula de cnidários.